# 科尔梅亚
科尔梅亚是巴西托坎廷斯州的一个市镇。总面积990.712平方公里，总人口8759人，人口密度8.8人/平方公里。